# Fontana Pretoria
De Fontana Pretoria is een fontein in de Siciliaanse hoofdstad Palermo. De fontein werd in de zestiende eeuw geplaatst op het Piazza Pretoria, dat speciaal voor de fontein is aangelegd.
De fontein werden oorspronkelijk in opdracht van de Spaanse onderkoning van Napels Pedro Álvarez de Toledo gemaakt voor zijn Florentijnse villa door een aantal beeldhouwers uit Florence. Don Pedro overleed echter voor de voltooiing van het werk in 1554, en zijn zoon verkocht de fontein in 1573 aan de stad Palermo. Nog in hetzelfde jaar werd er een plein aangelegd voor het Palazzo Pretorio, tegenwoordig het stadhuis, en de Dominicaanse kerk Santa Caterina en werden de 644 onderdelen van de fontein aldaar in elkaar gezet.
De fontein heeft een omtrek van 133 meter en is 12 meter hoog. Op de fontein staan vele beelden van riviergodinnen en nimfen. Aangezien het merendeel van de beelden naakt is, wordt de fontein ook wel de fontein van de schande genoemd. De fontein is aan het einde van de twintigste eeuw volledig gerestaureerd.

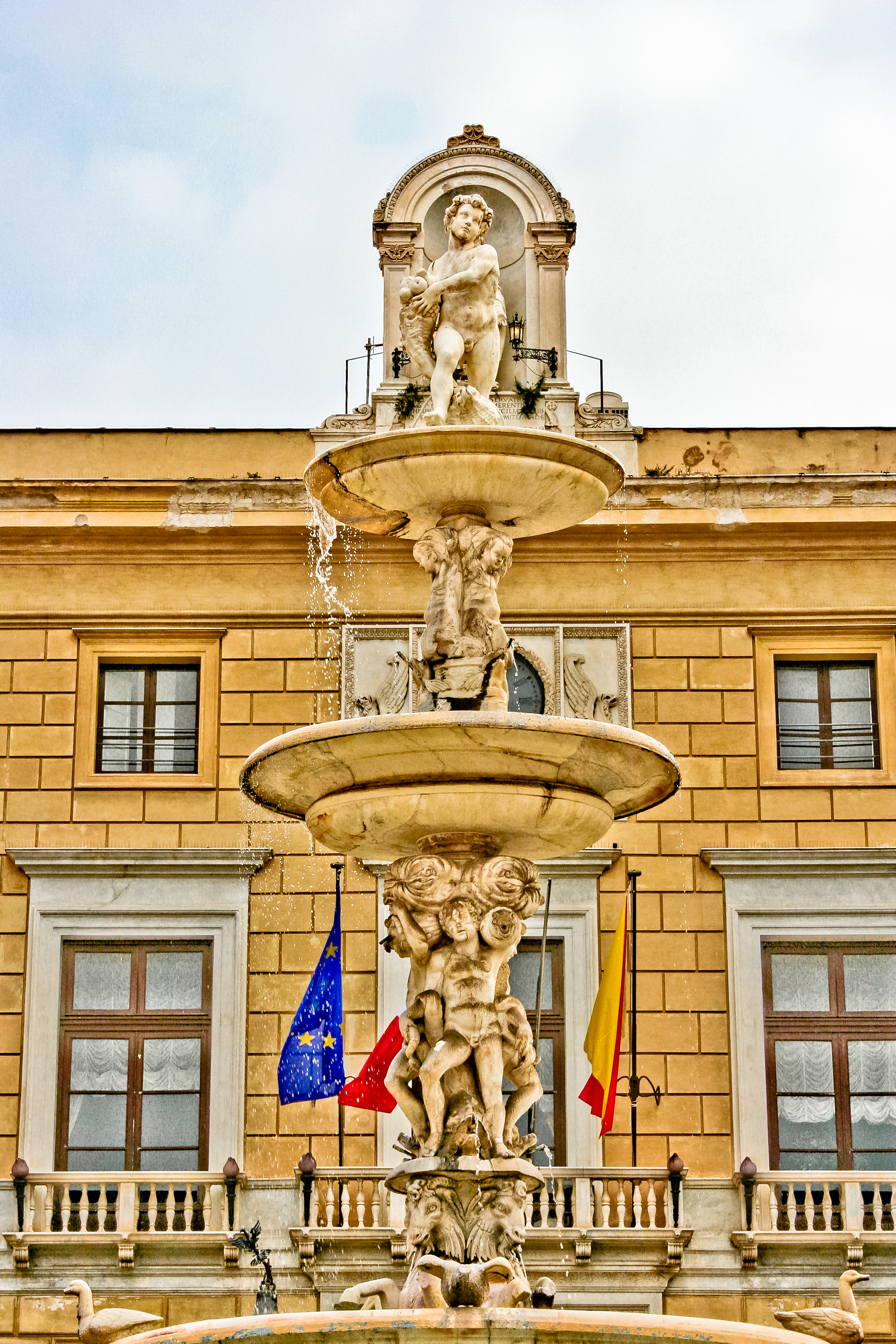
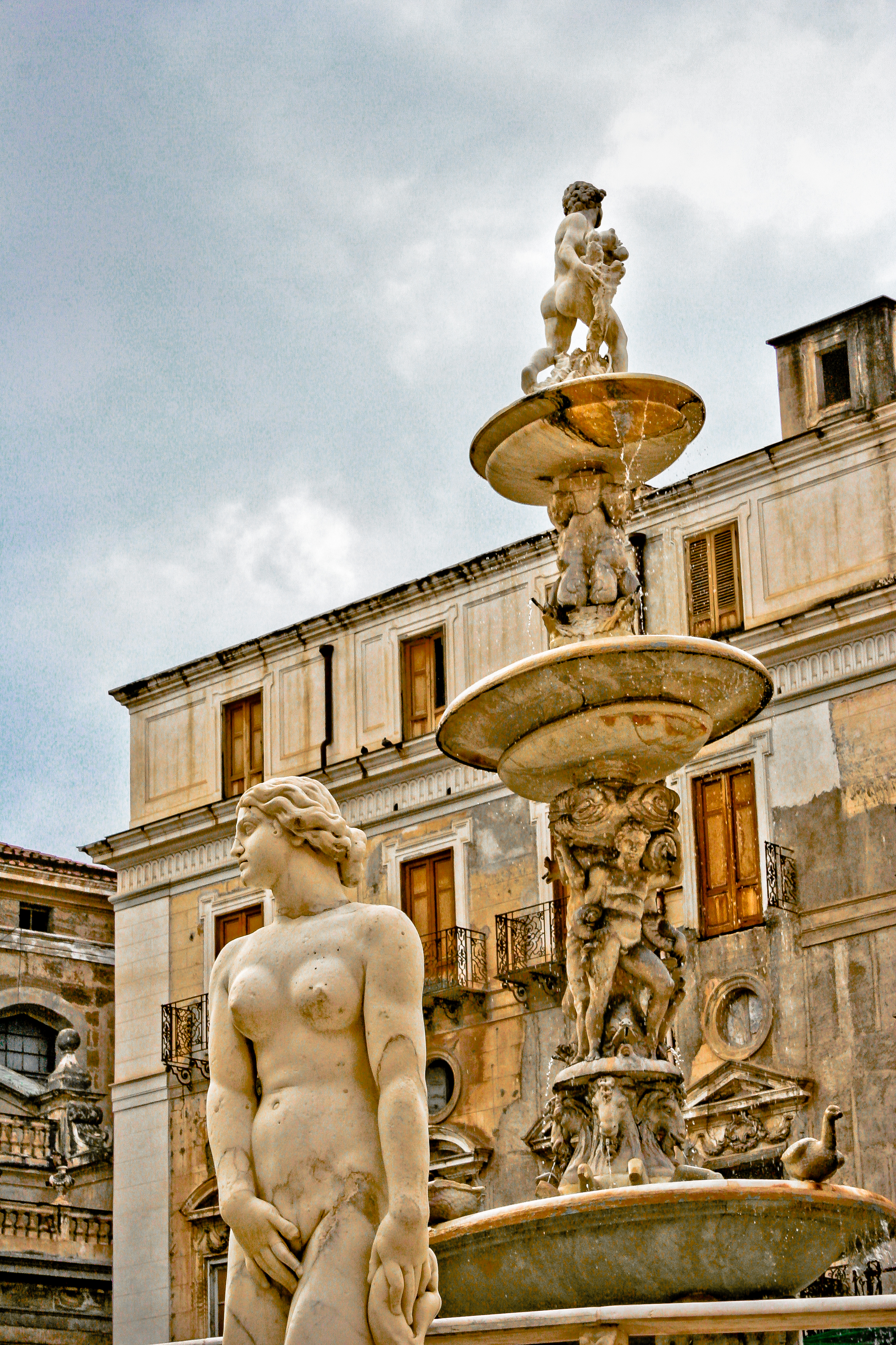
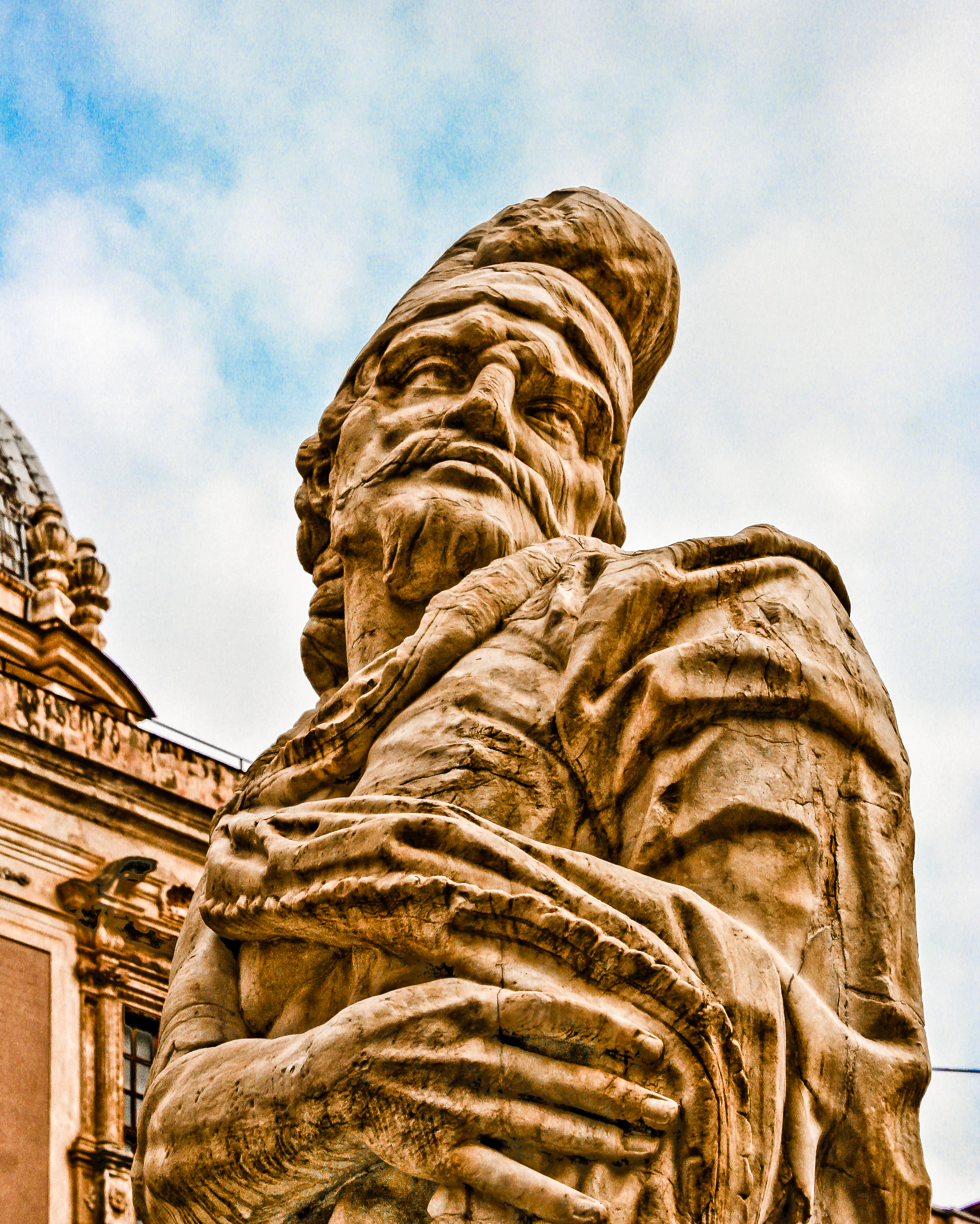